# 囚われつかじ〜13人の容疑者〜
囚われつかじ〜13人の容疑者〜（とらわれつかじ じゅうさんにんのようぎしゃ）は、2008年4月23日から8月13日まで、WOWOWで放送されたテレビ番組である。

## 概要
ドランクドラゴンの塚地武雅が、毎回異なるゲスト1人と脚本・リハーサルなしすべてアドリブでストーリーを作り上げる即興劇（エチュード）である。
つかじの無我〜12人の証言者〜に続く第2弾となる。
「つかじの無我〜12人の証言者〜」と異なる点は、即興劇を2部構成で行う点で
- 第1部では、ゲストと塚地の探りあいでゲストの容疑や性格を特定する。
- 第2部では、第1部で得られたゲスト周辺の情報をベースに幽霊（鈴木拓）の「不思議なチカラ」により塚地とゲストが被害者・加害者に成り代わり事件を再現させられる。

という構成となっている。

## 設定
無実の罪で拘留されている主人公・塚地がある時看守（きたろう）から釈放と引き換えに取引を持ちかけられた。その取引とは塚地の留置部屋に連れ込まれる容疑者（ゲスト）の口を割らせることであった。

## 放送時間
- 毎週水曜深夜24:00 - 24:30

このほか7月12日から毎週土曜に3回ずつ一挙放送された。

## 出演者
- 塚地 … 塚地武雅（ドランクドラゴン）
- 看守 … きたろう（シティボーイズ）
- 幽霊 … 鈴木拓（ドランクドラゴン）
- 弁護士 … ぼくもとさきこ（劇団ペンギンプルペイルパイルズ）
- 塚地の友人 … 小林高鹿（劇団ペンギンプルペイルパイルズ）
- 塚地の実家の隣人 … 玉置孝匡（劇団ペンギンプルペイルパイルズ）

### ゲスト
カッコ内はゲストにかけられた容疑
- 第1回 近藤芳正（妻殺しの容疑）
- 第2回 辺見えみり（ホスト殺しの容疑）
- 第3回 春風亭昇太（同僚殺しの容疑）
- 第4回 森山未來（人妻殺しの容疑）
- 第5回 三宅裕司（アイドル殺しの容疑）
- 第6回 坂井真紀（親友殺しの容疑）
- 第7回 松重豊（会長殺しの容疑）
- 第8回 小池栄子（校長殺しの容疑）
- 第9回 後藤ひろひと（宿泊客殺しの容疑）
- 第10回 松嶋尚美（恋人殺しの容疑）
- 第11回 寺脇康文（パートナー殺しの容疑）
- 第12回 内山理名（借金取り殺しの容疑）
- 第13回 笹野高史（大物ヤクザ殺しの容疑）

## スタッフ
- 演出 … 長尾真（K-max）
- 監修 … 倉持裕
- 構成 … 森ハヤシ、松田幸三
- プロデューサー … 長谷川徳司（WOWOW）、白石千江男（アタリ・パフォーマンス）、平出聡（K-max）
- 音楽 … 大崎聖二（楽踊舎）
- 技術協力 … IMAGICA
- 編集・MA … ザ・チューブ
- 制作協力 … アタリ・パフォーマンス
- 製作著作 … WOWOW